# Falsamblesthis ibiyara
Falsamblesthis ibiyara là một loài bọ cánh cứng trong họ Cerambycidae.